# Dieta diabética
A dieta diabética tem como principais objetivos, além da satisfação das necessidades nutricionais básicas do indivíduo com diabetes, o alcance do peso, do controle glicêmico, dos níveis de pressão e do percentual plasmático de lipídios adequados.
Para tal, é imprescindível a adoção de uma alimentação variada e diversificada, baseada em alimentos in natura e minimamente processados e com ingestão limitada de alimentos com alto teor de gordura saturada, sal e açúcar adicionados e bebidas alcoólicas e açucaradas.
É recomendado que os alimentos sejam preparados, de preferência, de modo grelhado, assado, cozidos no vapor ou, ainda, ingeridos crus. O fracionamento do plano alimentar em cinco a seis refeições distribuídas ao longo do dia também é importante, a fim de promover maior saciedade e um fornecimento equilibrado de micronutrientes.

## Terapia nutricional
A terapia nutricional é um tratamento para uma doença ou condição através da intervenção alimentícia. Esta é fundamental no manejo do diabetes Mellitus (DM), visto que o controle metabólico contribui para a redução dos riscos de complicações relacionadas a esta doença.  A abordagem nutricional deve ser individualizada e requer alterações no estilo de vida, bem como ajustes na quantidade, proporção ou balanço de proteínas, lipídios e carboidratos e a reorganização do número e da frequência das refeições.
Para pacientes obesos ou em sobrepeso, é recomendado a perda de 5% do seu peso inicial, com sua manutenção ao longo de todo o tratamento, pois o tecido adiposo visceral está relacionado a danos no pâncreas e no fígado, reduzindo significativamente a captação da glicose e a sensibilidade à insulina.
Em alguns casos, a diabetes também está relacionada à perda de peso involuntária, visto que a relação entre a desnutrição e a hiperglicemia gera um comprometimento imunológico, associado a uma redução da massa magra.
Nos pacientes diabéticos, a terapia nutricional pode levar a uma redução do valor sérico da hemoglobina glicada em 3 a 2%. Estudos mostram que a adoção de padrões alimentares saudáveis, combinada à prática de atividade física, redução do peso corporal, baixa ingestão alcoólica e ausência do tabagismo, reduziu em torno de 70% o risco do desenvolvimento de diabetes mellitus tipo 2. A terapia nutricional deve ser aplicada mediante o acompanhamento profissional, de maneira precoce e mantida durante toda a progressão da doença, a fim de atingir as metas terapêuticas.

## Recomendação para a ingestão de macronutrientes
As recomendações para a ingestão de macronutrientes para pessoas com diabetes mellitus  são apresentadas na tabela 1.
Tabela 1. Recomendação para a ingestão de macronutrientes
| Macronutrientes    | Ingestão diária média recomendada |
| Carboidratos       | Entre 45 a 60% |
| Sacarose           | De 5 a 10% |
| Frutose            | Não se recomenda adição aos alimentos |
| Fibra alimentar    | Mínimo 14 g a 20 g/1.000 kcal |
| Gordura total (GT) | De 20 a 35%; sempre dando preferência a ácidos graxos insaturados e limitando os saturados em até 10%; já para as gorduras trans a recomendação é que a dieta seja isenta. |
| Proteína           | Entre 15 a 20% |

VET: valor energético total (considerar as necessidades individuais, considerando parâmetros semelhantes aos da população sem diabetes, em todas as faixas etárias).

## Recomendação para  a ingestão de micronutrientes
Pacientes com uma dieta balanceada e variada apresentam satisfação das quantidades requeridas de micronutrientes, de modo que não existe uma recomendação específica para a sua ingestão.
No entanto, algumas complicações podem estar relacionadas a vitaminas e minerais, como uma possível deficiência de ácido fólico e vitamina B1, decorrente do uso prolongado de metformina. Além disso, a deficiência de vitamina B12 pode estar associada a neuropatia diabética, enquanto a vitamina D está relacionada a efeitos positivos na secreção e sensibilidade à insulina. Porém, não existem evidências do benefício da suplementação em pacientes com diabetes.

## Contagem de carboidratos
A contagem de carboidratos constitui uma ferramenta para o controle glicêmico em pacientes com diabetes. Estes não devem ser excluídos da alimentação, mas sim ingeridos na proporção adequada em relação às suas necessidades energéticas. 
Um dos métodos que a constituem é a contagem em gramas, que permite ajustar, a partir da quantidade de carboidratos ingerida, as doses de insulina aplicadas previamente às refeições. Com isso, o indivíduo tem a possibilidade de controlar sua resposta glicêmica e, logo, realizar escolhas alimentares mais flexíveis.
Tendo em vista que não somente a quantidade, mas também a qualidade dos carboidratos consumidos é determinante na resposta glicêmica, tal estratégia deve ser atrelada ao consumo prioritário de carboidratos complexos, os quais são digeridos e absorvidos de maneira mais lenta, gerando um aumento gradativo da glicemia. É importante que a ingestão destes se dê principalmente por meio de alimentos in natura e minimamente processados1 e de forma conjunta a outros nutrientes, como as fibras, proteínas e gorduras, que corroboram a redução da velocidade de sua absorção.

## Padrões alimentares recomendados para pacientes com Diabete Mellitus
Alguns padrões alimentares específicos são referidos na literatura por possuírem benefícios comprovados no controle dos indicadores de diabetes.
Um deles é a dieta mediterrânea, que, além de promover a longevidade, possibilita a redução de 9% do índice de mortalidade decorrente de doenças cardiovasculares. Ela é baseada no consumo de alimentos de origem vegetal in natura e minimamente processados e fontes de gorduras insaturadas (com destaque para o azeite de oliva), consumo moderado de peixes, aves, ovos e laticínios e quantias limitadas de carnes vermelhas e doces.
Outro padrão que é destacado pela literatura é o DASH (Dietary Approaches to Stop Hypertension), que caracteriza-se pelo aumento do consumo de ácidos graxos monoinsaturados e saturados e redução do teor de lipídios totais.